# Шара туджи
Шара туджи (монг. Шар тууж, транслит. монг. Шар туджи — «Желтая история») — монгольская историческая хроника, составленная халхаским князем Цокту Ахаем во 2-й половине XVII века в Халхе.

## Изучение
Текст рукописи был обнаружен во Внешней Монголии в 1891 году во время Орхонской экспедиции под руководством В. В. Радлова. О ней писали Ц. Жамцарано, Л. С. Пучковский, Ш. Бира. До войны над её переводом трудился В. А. Казакевич. Наконец сводный текст указанных трех списков на среднемонгольском языке вместе с переводом и комментариями был издан Н. П. Шастиной. Текст сочинения с комментариями и предисловием был также опубликован на китайском языке в Пекине в 1983 году.
В 2017 году закончена работа над новым русскоязычным переводом «Желтой истории». В основу данного научного исследования положен текстологический анализ и более точный перевод на русский язык оригинальной рукописи «Шара туджи» найденной В. В. Радловым и получившим название «Список А». Автор перевода Анна Дамдиновна Цендина дочь известного монгольского государственного деятеля Дамдинсурэна Цендина.

## Содержание
Древняя история Монголии представлена в «Шара туджи» в основном пересказом содержания монгольской исторической хроники XIII века «Сокровенное сказание», из которой приведено много выписок. Основная ценность «Шара туджи» — подробные генеалогии княжеских родов, доведенные до XVII века. Также летопись представляет интерес и как источник по истории развития монгольского письменного языка, сохраняя многие черты доклассического старописьменного монгольского языка, а также лексико-грамматические особенности северомонгольского диалекта.